# Pablo Rodríguez Guede
Pablo Rodríguez Guede (Maceda, Galícia, 24 de juny de 1993) és un ciclista espanyol de la modalitat de cross-country olímpic o XCO. Actualment, és corredor de l'equip BH Templo Cafés, dirigit per Carlos Coloma. Participa a la UCI Mountain Bike World Cup en totes les seves edicions.
Pablo Rodríguez en la seva primera temporada elit, va sorprendre amb un podi (bronze) a la UCI Mountain Bike World Cup de Vallnord (2016). Arribava a la categoria elit habent-se proclamat subcampió de la UCI Mountain Bike World Cup Sots-23 l'any 2015. Tot i així, els resultats posteriors no van ser els seus desitjats.